# Micromia commixtilinea
Micromia commixtilinea là một loài bướm đêm trong họ Geometridae.